# Jiří I.
Jiří I. (28. května 1660 – 11. června 1727) byl od roku 1698 vévoda brunšvicko-lüneburský od roku 1708 kurfiřt hannoverský a od 1. srpna 1714 panovník Království Velké Británie a Irska.
Narodil se v Osnabrücku a později zdědil panství vévody brunšvicko-lüneburského. Ve věku 54 let po smrti královny Anny se stal britským panovníkem jako dědic Hannoverské dynastie. Větší nárok na dědictví trůnu měla řada jiných příbuzných královny Anny, byli však katolického vyznání a na základě zákona Act of Settlement 1701 byla tudíž možnost jejich nástupu na britský trůn vyloučena. Anniným nejbližším protestantským příbuzným byla Jiřího matka Žofie Hannoverská, jež byla dcerou Alžběty Stuartovny, nejstarší dcery krále Jakuba I. Stuarta, ta však zemřela dva měsíce před smrtí Anny Stuartovny a jejím dědicem se stal její nejstarší syn Jiří. V reakci na to se jakobité (stoupenci vyhnaného katolického krále Jakuba II. Stuarta a jeho potomků) pokusili Jiřího odstranit a na trůn prosadit nástupce z rodu Stuartovců po mužské linii, katolického Jakuba Františka Stuarta, ale neuspěli.
V období vlády Jiřího I. vliv monarchie poklesl a Británie zahájila přechod k modernímu systému, ve kterém je moc soustředěna do rukou vlády vedené jejím předsedou. Na konci Jiřího panování byla moc soustředěna do rukou sira Roberta Walpole, který je považován za prvního de facto předsedu vlády. Jiří zemřel na cestě do svého domovského Hannoveru, kde byl také pohřben.

## Mládí
Narodil se 28. května 1660 v Osnabrücku, který byl tehdy součástí Svaté říše římské. Byl nejstarším synem Ernesta Augusta, vévody brunšvicko-lüneburského a jeho ženy Žofie Hannoverské (někdy jmenované také jako Žofie Falcká). Žofie byla dcera českého „zimního krále“ Fridricha Falckého a jeho manželky Alžběty Stuartovny a přes ni tedy vnučka anglického krále Jakuba I.
Roku 1679, po náhlé smrti jednoho příbuzného, se stal Ernest Augustus vévodou calenbersko-göttingenským, s centrem v Hannoveru. Roku 1682 se rodina dohodla, že dědicem všech rodinných panství se stane Jiří. S ohledem na vytvoření jednotného hannoverského státu a díky podpoře, kterou Hannoverský rod prokazoval císaři v devítileté válce, byl Ernest Augustus roku 1692 jmenován dědičným kurfiřtem.

## Manželství a potomci
21. listopadu roku 1679 se Jiří oženil v Celle se svou sestřenicí Žofií Doroteou z Celle, jedinou dcerou svého strýce – staršího bratra svého otce. Z manželství vzešly dvě děti:
- Jiří August (30. října 1683 – 25. října 1760), korunní princ, vévoda brunšvicko-lüneburský, kurfiřt Svaté říše římské, panovník Království Velké Británie a Irska od roku 1727 až do své smrti, ⚭ 1705 Karolina z Ansbachu (1. března 1683 – 20. listopadu 1737)
- Žofie Dorotea (16. března 1687 – 28. srpna 1757), ⚭ 1706 Fridrich Vilém I. (14. srpna 1688 – 31. května 1740), braniborský kurfiřt, neuchâtelský kníže a pruský král od roku 1713 až do své smrti

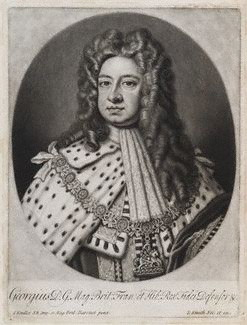
Britský král Jiří I.

Manželství, uzavřené jako dynastický svazek s cílem spojit majetky a panství, nebylo šťastné. Manželé se nesnášeli a Jiří se záhy vrátil ke své dlouholeté milence
Melusine von der Schulenburg, dvorní dámě své matky, kterou později jmenoval vévodkyní Munster a Kendal v Irsku; měl s ní nejméně tři nemanželské děti.
I Žofie Dorotea si začala románek, a to se švédským hrabětem Philipem Christophem von Köningsmarck. Co se tolerovalo muži, nemohlo projít ženě: odhalení jejich vztahu vyvolalo na hannoverském dvoře skandál a hněv Jiřího. Podle všech indicií (důkazy neexistují, byly zničeny) byl Königsmarck v červenci roku 1694 zavražděn a jeho tělo vhozeno do řeky (na jeho vraždě participovali čtyři Jiřího dvořané; jeden z nich za to měl dostat 150 000 tolarů, tehdy roční plat vysoce postaveného ministra). V prosinci téhož roku dosáhl Jiří rozvodu s Žofií Doroteou, nikdy se však již neoženil (Anglií nicméně kolovaly „zaručené“ zprávy o tajném sňatku krále a jeho milenky Melusiny von Schulenburg).
Žofie Dorotea byla internována na zámku v Ahlden nedaleko jejího rodného Celle. Nesměla se stýkat ani se svými dětmi, ani s otcem, měla zakázáno se znovu provdat. Měla stanovené pevné částky na zajištění svého živobytí a mohla si držet malý dvůr. Byly jí povoleny pouze krátké výjezdy ze zámku, avšak se zvláštním dozorem. Zemřela 13. listopadu 1726.

## Kurfiřt
Ernest Augustus zemřel 23. ledna 1698 a veškerý majetek, s výjimkou biskupství Osnabrück, připadlo Jiřímu. Ten se tak stal vévodou brunšvicko-lüneburským (někdy také jako Hannoverským podle centra vévodství) a kurfiřtem. U jeho dvora v Hannoveru působili mimo jiné Gottfried Wilhelm Leibniz nebo Georg Friedrich Händel.
Krátce poté co převzal po svém otci dědictví, zemřel druhý následník anglického a skotského trůnu princ Vilém, vévoda z Gloucesteru. Anglický parlament přijal zákon (Act of Settlement 1701), kterým určil Jiřího matku Žofii Hannoverskou nástupkyní na anglickém trůnu po Vilémovi III. a princezně Anně. Nástupnictví Žofie, jen vzdálené příbuzné panovnického rodu, bylo určeno proto, že byla nejbližší protestantskou příbuznou.

## Nástup na britský trůn
Jiřího matka Žofie zemřela 8. června 1714 a Jiří se tak stal přímým nástupcem Anny Stuartovny. Anna zemřela 1. srpna a Jiří byl následně prohlášen králem Británie a Irska. Částečné vlivem nepříznivého větru dorazil Jiří do Anglie až 18. září a 20. října byl korunován ve Westminsterském opatství.
Rok po jeho nástupu na trůn roku 1715 vyhráli všeobecné volby whigové. Několik členů poražené strany toryů sympatizovalo s jakobity a někteří nespokojení toryové se připojili k jakobitské vzpouře, která bývá označována jako The Fifteen („Patnáctka“). Jakobité se snažili prosadit na trůn Annina katolického nevlastního bratra Jakuba. Jakubovi podporovatelé vedení Johnem Erskinem, nespokojeným skotským šlechticem, který podporoval slavnou revoluci, podnítili vzpouru ve Skotsku, kde byla podpora jakobitů silnější než v Anglii. Tato rebelie, ale neměla velkou šanci na úspěch. Erskinovy válečné plány byly slabé a Jakub dorazil pozdě, s malými finančními prostředky a příliš malým vojskem. Na konci roku tato akce ztroskotala. John Erskin a Jakub Stuart uprchli do Francie. I když po porážce povstání bylo několik osob popraveno a jejich majetek zabaven, Jiří ovlivňoval reakci vlády tak, aby byla projevena shovívavost. Část příjmů ze zabaveného majetku věnoval na výstavbu škol ve Skotsku a část na úhradu státního dluhu.
Jiřího nedůvěra vůči toryům přispěla k posílení vlivů whigů. Jejich převaha byla tak velká, že se toryové dostali k moci až za dalších padesát let. Po volbách roku 1715 prodloužili whigové maximální období parlamentu na sedm let, což jim zajistilo delší období vlády.

## Vláda

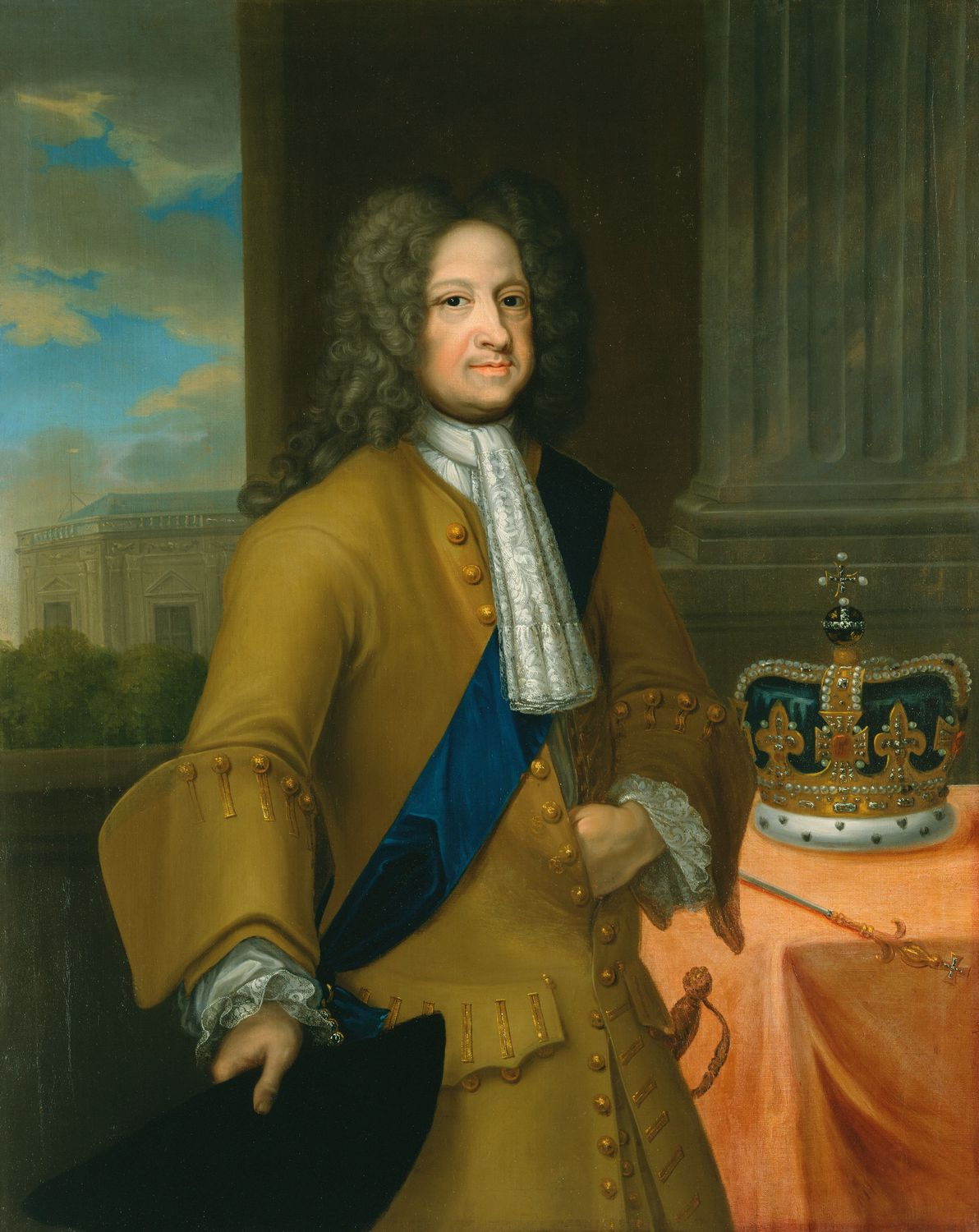
Jiří I. v pozdějších letech

Roku 1715, když se k moci dostali whigové, se stali vlivnými ministry Robert Walpole, Charles Townshend, James Stanhope a Charles Spencer. Roku 1717 byl Townshend odvolán a Walpole, pro rozpory s ostatními ministry, rezignoval. Stanhope se stal rozhodujícím ministrem zahraničních vztahů, zatímco Sunderland ovládal vnitřní záležitosti.
Sunderlandův vliv začal upadat roku 1719 kdy předložil zákon (Peerage Bill), kterým chtěl omezit počet členů Sněmovny lordů omezením vytváření nových peerů. Tím by si udržel kontrolu nad horní komorou parlamentu. Byl ale poražen Walpolem, který se postavil do čela opozice proti přijetí tohoto zákona. Walpole a Townshend byli následující rok znovu jmenováni ministry a byla vytvořena jednotná vláda složená z whigů.
Velký problém vznikl vlivem finanční spekulace a správy státního dluhu. Určitá část státních dluhopisů nemohla být splacena bez souhlasu držitele dluhopisu a byly vydány v době, kdy byla úroková míra vysoká. Každý dluhopis tak představoval pro veřejný rozpočet dlouhodobý zdroj financí, protože dluhopisy byly málokdy splaceny. Roku 1719 vyhlásila Společnost Jižního moře záměr převzít tři pětiny státního dluhu výměnou za vládní obligace ve společnosti. Společnost podplatila Sunderlanda, Melusinu von der Schulenburg a jednatele ministerstva financí Charlese Stanhopeho, aby jejich plán podpořili. Společnost lákala držitele dluhopisů na to, aby převedli své neprodejné dluhopisy s vysokým úrokem na méně úročené dluhopisy, které jsou lépe obchodovatelné. Akcie společnosti prudce vzrůstaly, 1. ledna měly hodnotu 128 liber, po vyhlášení záměru převzetí části státního dluhu stály 500 liber a maxima dosáhly 24. června kdy byly ceněny na 1050 liber. Tento nárůst vedl ke zvýšení, mnohdy spekulativnímu, hodnot akcií ostatních společností. Vláda za podpory Společnosti Jižního moře vydala zákon (Bubble Act), který tento nárůst zastavil, což ale vyvolalo nekontrolovatelný prodej akcií a pád hodnoty akcií společnosti na 150 liber. Mnoho lidí, včetně příslušníků aristokracie, ztratilo obrovské finanční částky.
Ekonomická krize způsobila extrémní neoblíbenost Jiřího a jeho ministrů. Sunderland, který se těšil Jiřího důvěře, podpořil vzestup Roberta Walpolea, který se stal de facto předsedou vlády, ačkoli tento titul nebyl s jeho jménem oficiálně spojován. Jeho řešení krize, které obsahovalo naplánování státního dluhu a přislíbení částečných kompenzací, pomohlo stabilizovat státní finance. Jedním z postižených ekonomickou krizí byl i Jiří samotný, což dokazují dokumenty z královského archívu.

## Pozdní období
Na Walpoleův požadavek Jiří obnovil roku 1725 Řád lázně, což Walpoleovi umožnilo odměnit nebo získávat politické spojence. Stal se nejvlivnějším mužem země a byl schopen samostatně jmenovat ministry. Na rozdíl od své předchůdkyně Jiří téměř nenavštěvoval jednání vlády. Svůj vliv jen částečně uplatňoval v zahraniční politice.
I když byl Jiří velmi závislý na Walpoleovi, stále mohl podle své vůle odvolávat ministry. Walpole se obával, že by mohl být na konci období panování Jiřího odvolán, ale tyto obavy se nenaplnily, když Jiří zemřel na své cestě do rodného Hannoveru. Jiří prodělal 9. června 1727 záchvat mrtvice. Byl převezen do biskupského paláce v Osnabrücku, kde ráno 11. června zemřel. Byl pohřben v kapli hradu Leine, ale po druhé světové válce byly jeho ostatky převezeny do Herrenhausenu.
Jeho nástupcem se stal jeho syn Jiří Augustus, který se ujal vlády jako Jiří II. Předpokládalo se, že Walpolea odvolá, ale na radu své ženy Karoliny ho ponechal v úřadu. Walpole totiž ovládal v parlamentu mírnou většinu a tak pokud Jiří II. nechtěl riskovat politickou nestabilitu, neměl na výběr. V následujícím období docházelo k dalšímu posilování moci předsedy vlády na úkor panovníka.

## Vývod z předků
|         |                                     |  |                   |                                |  |  |  |  |  |  |  | Arnošt I. Brunšvicko-Lüneburský |
|         |                                     |  |                   |                                |  |  |  |  |  |  |  |                                 |
|         | Vilém Brunšvicko-Lüneburský         |  |                   |                                |  |  |  |  |  |  |  |                                 |
|         |                                     |  |                   |                                |  |  |  |  |  |  |  |                                 |
|         |                                     |  |                   | Žofie Meklenbursko-Střelická   |  |  |  |  |  |  |  |                                 |
|         |                                     |  |                   |                                |  |  |  |  |  |  |  |                                 |
|         | Jiří Brunšvicko-Lüneburský          |  |                   |                                |  |  |  |  |  |  |  |                                 |
|         |                                     |  |                   |                                |  |  |  |  |  |  |  |                                 |
|         |                                     |  |                   | Kristián III. Dánský           |  |  |  |  |  |  |  |                                 |
|         |                                     |  |                   |                                |  |  |  |  |  |  |  |                                 |
|         | Dorothea Dánská                     |  |                   |                                |  |  |  |  |  |  |  |                                 |
|         |                                     |  |                   |                                |  |  |  |  |  |  |  |                                 |
|         |                                     |  |                   | Dorotea Sasko-Lauenburská      |  |  |  |  |  |  |  |                                 |
|         |                                     |  |                   |                                |  |  |  |  |  |  |  |                                 |
|         | Arnošt August Brunšvicko-Lüneburský |  |                   |                                |  |  |  |  |  |  |  |                                 |
|         |                                     |  |                   |                                |  |  |  |  |  |  |  |                                 |
|         |                                     |  |                   | Jiří I. Hesensko-Darmstadtský  |  |  |  |  |  |  |  |                                 |
|         |                                     |  |                   |                                |  |  |  |  |  |  |  |                                 |
|         | Ludvík V. Hesensko-Darmstadtský     |  |                   |                                |  |  |  |  |  |  |  |                                 |
|         |                                     |  |                   |                                |  |  |  |  |  |  |  |                                 |
|         |                                     |  |                   | Magdalena zur Lippe            |  |  |  |  |  |  |  |                                 |
|         |                                     |  |                   |                                |  |  |  |  |  |  |  |                                 |
|         | Anna Eleonora Hesensko-Darmstadtská |  |                   |                                |  |  |  |  |  |  |  |                                 |
|         |                                     |  |                   |                                |  |  |  |  |  |  |  |                                 |
|         |                                     |  |                   | Jan Jiří Braniborský           |  |  |  |  |  |  |  |                                 |
|         |                                     |  |                   |                                |  |  |  |  |  |  |  |                                 |
|         | Magdalena Braniborská               |  |                   |                                |  |  |  |  |  |  |  |                                 |
|         |                                     |  |                   |                                |  |  |  |  |  |  |  |                                 |
|         |                                     |  |                   | Alžběta of Anhaltsko-Zerbstská |  |  |  |  |  |  |  |                                 |
|         |                                     |  |                   |                                |  |  |  |  |  |  |  |                                 |
| Jiří I. |                                     |  |                   |                                |  |  |  |  |  |  |  |                                 |
|         |                                     |  |                   |                                |  |  |  |  |  |  |  |                                 |
|         |                                     |  | Ludvík VI. Falcký |                                |  |  |  |  |  |  |  |                                 |
|         |                                     |  |                   |                                |  |  |  |  |  |  |  |                                 |
|         | Fridrich IV. Falcký                 |  |                   |                                |  |  |  |  |  |  |  |                                 |
|         |                                     |  |                   |                                |  |  |  |  |  |  |  |                                 |
|         |                                     |  |                   | Alžběta Hesenská               |  |  |  |  |  |  |  |                                 |
|         |                                     |  |                   |                                |  |  |  |  |  |  |  |                                 |
|         | Fridrich Falcký                     |  |                   |                                |  |  |  |  |  |  |  |                                 |
|         |                                     |  |                   |                                |  |  |  |  |  |  |  |                                 |
|         |                                     |  |                   | Vilém I. Oranžský              |  |  |  |  |  |  |  |                                 |
|         |                                     |  |                   |                                |  |  |  |  |  |  |  |                                 |
|         | Luisa Juliana Oranžská              |  |                   |                                |  |  |  |  |  |  |  |                                 |
|         |                                     |  |                   |                                |  |  |  |  |  |  |  |                                 |
|         |                                     |  |                   | Šarlota Bourbonská             |  |  |  |  |  |  |  |                                 |
|         |                                     |  |                   |                                |  |  |  |  |  |  |  |                                 |
|         | Žofie Hannoverská                   |  |                   |                                |  |  |  |  |  |  |  |                                 |
|         |                                     |  |                   |                                |  |  |  |  |  |  |  |                                 |
|         |                                     |  |                   | Jindřich Stuart, lord Darnley  |  |  |  |  |  |  |  |                                 |
|         |                                     |  |                   |                                |  |  |  |  |  |  |  |                                 |
|         | Jakub I. Stuart                     |  |                   |                                |  |  |  |  |  |  |  |                                 |
|         |                                     |  |                   |                                |  |  |  |  |  |  |  |                                 |
|         |                                     |  |                   | Marie Stuartovna               |  |  |  |  |  |  |  |                                 |
|         |                                     |  |                   |                                |  |  |  |  |  |  |  |                                 |
|         | Alžběta Stuartovna                  |  |                   |                                |  |  |  |  |  |  |  |                                 |
|         |                                     |  |                   |                                |  |  |  |  |  |  |  |                                 |
|         |                                     |  |                   | Frederik II. Dánský            |  |  |  |  |  |  |  |                                 |
|         |                                     |  |                   |                                |  |  |  |  |  |  |  |                                 |
|         | Anna Dánská                         |  |                   |                                |  |  |  |  |  |  |  |                                 |
|         |                                     |  |                   |                                |  |  |  |  |  |  |  |                                 |
|         |                                     |  |                   | Žofie Meklenburská             |  |  |  |  |  |  |  |                                 |
|         |                                     |  |                   |                                |  |  |  |  |  |  |  |                                 |